# Орловський друк

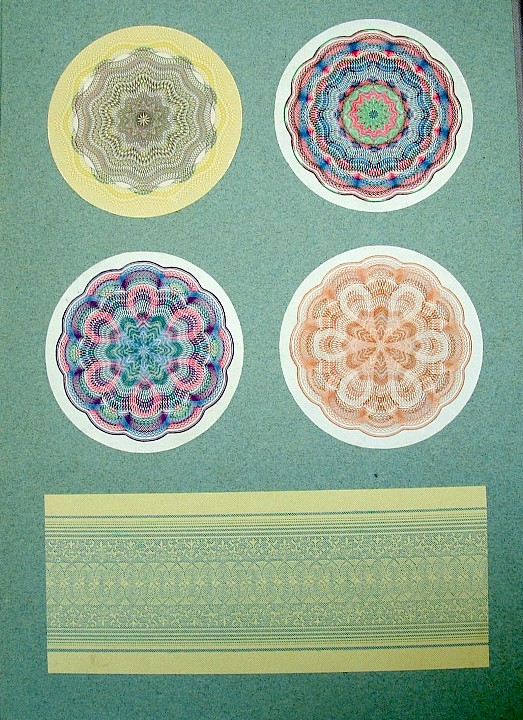
Ілюстрація Орловського друку для банкнот з альбому «Типографская печать Орлова», Санкт Петербург, 1890 рр.

Орло́вський друк (рос. Орловская печать) — спосіб одноциклічного багатофарбового друку. При цьому багатофарбові зображення утворюються шляхом перенесення з кольороподілених форм високого способу друку на збірну форму — кліше, де синтезуються кольорове зображення з наступною передачею на задруковуваний матеріал за один прогін. При орловскому друці межа переходів є чіткою, відсутні перекоси і розриви штрихів, накладання однієї фарби на іншу.
Орловский друк, винайдений у Росії в 1890 р. Іваном Орловим, традиційно є одним із головних компонентів захисного комплексу. Така його роль обумовлена наступними обставинами.
Друкарська фарба окремими фарбовими системами за допомогою шаблонів закочується чотирма різними фарбами (не враховуючи «ірисів»), причому типографія фарбових меж задається малюнками шаблонів.
Головною ознакою автентичності при цьому є те, що різнозабарвлені ділянки будь-якого друкувального елемента не можуть мати навіть мінімального взаємного зміщення, що стало б неминучим при імітації орловського друку не тільки на секційній офсетній машині, але й на машині «Симулан». Навіть якщо при імітації краї друкувальних елементів в місці переходу фарби з однієї в іншу збігаються ідеально, автентичність визначити легко, оскільки справжня орловська фарба має дещо розмитий характер, а при друці багатофарбового рисунка з різних форм межа чітка.
Перехід фарби одного кольору в інший дозволяє довільно змінювати ступінь плавності в будь-яких напрямках, у тому числі по колу, що різко відрізняє справжній орловський друк від можливої імітації, а отже, значно спрощує і підвищує надійність візуальної інформації.